# Indiana Jones i Świątynia Zagłady
Indiana Jones i Świątynia Zagłady (ang. Indiana Jones and the Temple of Doom) – amerykański film przygodowy z 1984 roku w reżyserii Stevena Spielberga. Druga część cyklu o przygodach archeologa Indiany Jonesa, nieraz numerowana również jako część 24. z racji włączania do kanonu serii Przygód młodego Indiany Jonesa i traktowania całości jako Wielkiej księgi przygód Indiany Jonesa. W głównej roli po raz drugi wystąpił Harrison Ford.
Druga część charakteryzuje się mroczniejszym klimatem, lecz także sporą dawką humoru wnoszoną przez postać partnerki Indiany, Willie Scott, zagranej przez Kate Capshaw. Jednym z najbardziej rozpoznawalnych elementów filmu jest słynna scena pościgu wagoników w kopalni.
Świątynia Zagłady jest prequelem Poszukiwaczy zaginionej arki. Jej akcja rozgrywa się w 1935, a więc na rok przed wydarzeniami ukazanymi w pierwszej części.
Wiele kontrowersji wzbudziła jednak spora brutalność filmu. Szczególnie krytykowano realistyczną scenę wyrywania serca..

## Fabuła
Rok 1935. Chiny, Szanghaj. Indiana Jones postanawia ubić interes (szczątki Nurhaczego, autentycznego mandżurskiego władcy z XVII wieku, za diament) z chińskim bandytą – Lao Che. Ten jednak celuje do Jonesa z pistoletu pod stołem, oszukuje go i otruwa zatrutym drinkiem, natomiast Indiana bierze amerykańską piosenkarkę Willie Scott jako zakładniczkę. Kelner, który od dawna jest przyjacielem Indiany, zostaje zastrzelony przez Lao Che. Indiana w przypływie złości zabija przy użyciu płonącego szaszłyka jednego z synów Lao Che, Chena (Lao Che miał jeszcze jednego syna Kao Kana, który stracił palec wskazujący noc wcześniej), bez powodzenia próbuje zdobyć odtrutkę, po czym porywa Willie Scot i wraz ze swoim przyjacielem – 11-letnim Chińczykiem Shortem Roundem – ucieka przed Lao Che, Kao Kanem i ich ludźmi przez ulice Szanghaju. Indiana strzela do goniących go bandytów z rewoleru, lecz nie trafia w żadną osobę. Wypija także odtrutkę na truciznę, wyciągając ją spod ubrań Willie Scott.
Trójce bohaterów udaje się uciec w luku bagażowym samolotu linii Lao Che Air Freight. Przelatują nad Wielkim Murem Chińskim i Chungking. Piloci, którzy są sprzymierzeni z Lao Che, wypuszczają paliwo z baku i skaczą ze spadochronami, a maszyna rozbija się w ośnieżonych górach (zapewne Himalajach), ale Indy’emu i jego towarzyszom udaje się wyskoczyć na pontonie, którym następnie zjeżdżają z góry po śniegu i spadają na nim w przepaść do rzeki, a płynąc z jej nurtem docierają do Indii. Napotkany miejscowy, stary Hindus, prowadzi ich do małej i biednej wioski, której głodujący mieszkańcy dają im jedzenie (które brzydzi Willie) i dają przewodnika, który ma zaprowadzić ich do Delhi, ponieważ Indiana Jones musi wrócić na uniwersytet. Szaman opowiada Jonesowi o pałacu Pankot, w którym zamieszkał nowy maharadża, a jego ludzie ukradli Siwalindę – święty, gładki kamień o trzech liniach przedstawiających trzy poziomy Wszechświata, chroniący wioskę – i kazali modlić się do złego boga, ale mieszkańcy odmówili. Od tego czasu ich wioskę prześladuje wiele nieszczęść – ich pola stały się nieurodzajne, studnie wyschły, zwierzęta padły i zamieniły się w proch, na polach wybuch pożar, a wtedy porwano wszystkie dzieci z wioski. Starzec twierdzi, że Indiana i jego towarzysze zostali zesłani przez Shivę aby pomóc wieśniakom, i mówi Indiemu, że ma on odzyskać ów kamień. W nocy do wioski wraca hinduskie dziecko, które uciekło z pałacu, w którym jest reszta dzieci. Dziecko ma ze sobą kawałek tkaniny z kolorową ryciną oraz inskrypcją zapisaną sanskrytem. Widząc to Indiana Jones stwierdza, że kamień ukradziony mieszkańcom to jeden z kamieni Sankary. Oświadcza Shortowi, że ten kamień to „pieniądze i sława”. Archeolog zgadza się pomóc wieśniakom i wyrusza z towarzyszami i kilkoma miejscowymi, hinduskimi przewodnikami, do Pankot, czyli pałacu maharadży. Na słoniach przedzierają się przez dżunglę. Po jakimś czasie widzą pałac Pankot i napotykają mroczne totemy w głębi dżungli. Na widok totemów ich przewodnicy uciekają, zabierając słonie; panna Willie panikuje, ale Indiana Jones traktuje to ze spokojem i oświadcza, że dalej pójdą pieszo.

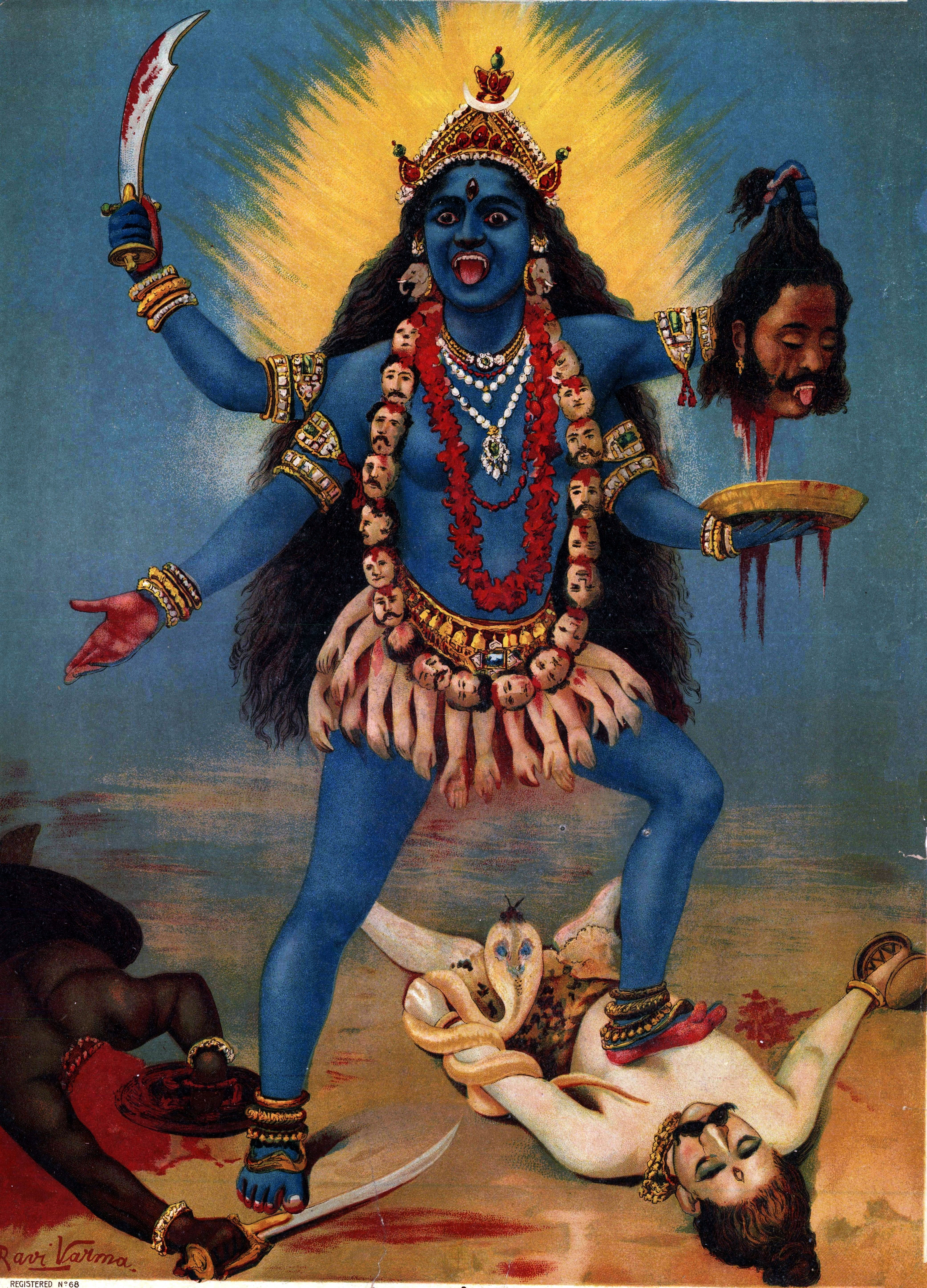
Bogini Kali, litografia Raja Ravi Varmy z XIX wieku

Po przybyciu bohaterowie popadają w zdumienie, gdy okazuje się, że Zalim Singh, rzeczony maharadża ma zaledwie 14 lat. Przyjmuje ich bardzo gościnnie. Wieczerza obfitująca w dziwne dania (chrząszcze, żywe węże, zupę z pływającymi w niej gałkami ocznymi, głowy małp z ich mrożonymi mózgami w środku) nie smakuje Willie, która chce wymiotować i mdleje. Indiana opowiada o kradzieży kamieni. Premier władcy – Chattar Lal – zaprzecza oskarżeniom Indiany i mówi, że to tylko ludowe opowieści. Słowa archeologa wzbudzają jednak zainteresowanie brytyjskiego oficera z 11. Pułku Strzelców – kapitana Blumburtta kontrolującego królestwo maharadży, który opowiada o upadku kultu czcicieli bogini Kali, działającego niegdyś w Indiach. Maharadża zapewnia, że nie ma z tym nic wspólnego.

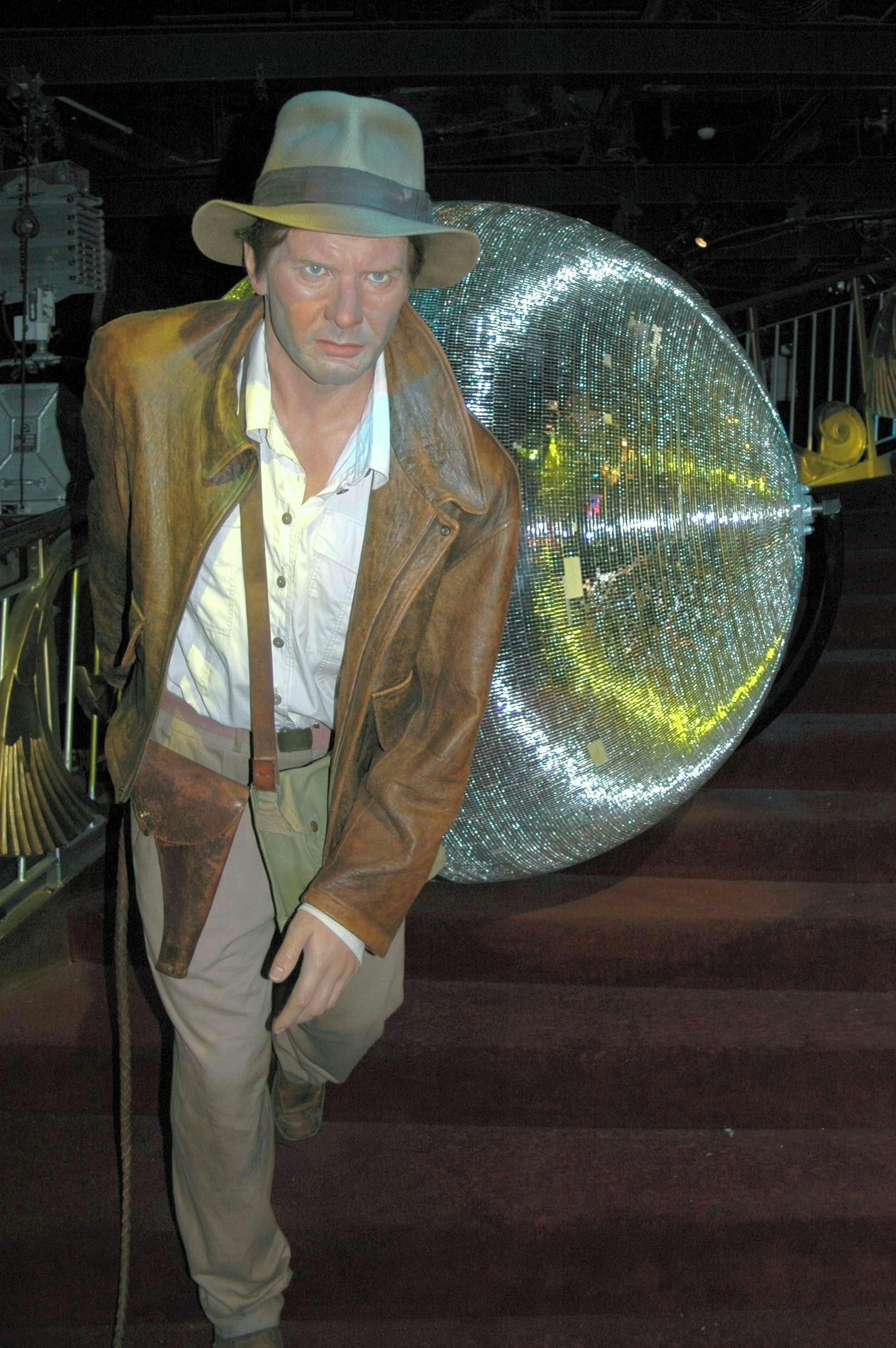
Indiana Jones, woskowa figura

Wieczorem Indiana całuje się z Willie, a następnie się z nią kłóci. Chwilę później Jones zostaje zaatakowany przez tajemniczego zamachowca w turbanie, którego udaje się jednak pokonać z pomocą Shorta. Indiana odkrywa w sypialni Willie sekretne przejście. Korytarz (pełen insektów i pułapek, znajdują się w nim także ukryte zwłoki ludzkie) wiedzie do jakiejś ogromnej świątyni. Bohaterowie docierają do pieczary, w której trwa właśnie krwawa ceremonia. Kapłan wyrywa serce ofierze, którą jest młody chłopak (o dziwo ta rana nie jest śmiertelna), i opuszcza jego ciało do podziemnego jeziora lawy; w wyniku tego chłopak płonie żywcem. Okazuje się, że maharadża to tylko bezwolne narzędzie thugów – okrutnej sekty wyznawców bogini Kali, która rzeczywiście istniała w realnej historii, w dawnych Indiach. Na jej czele stoi okrutny kapłan Mola Ram, który zmusza nieszczęśliwych niewolników do ciężkiej pracy w kopalniach w poszukiwaniu pozostałych zaginionych kamieni Shankary (i przy okazji klejnotów). Za pomocą magicznych kamieni Mola Ram chce zniszczyć inne religie i zapewnić swojej sekcie panowanie nad światem. Indy i jego towarzysze postanawiają go powstrzymać. Archeolog atakuje strażników kopalni, tym udaje się go jednak pokonać i związać.
Wkrótce Mola Ram otępia Jonesa (zmuszając go do wypicia krwi Kali, co powoduje zapadnięcie w tzw. czarny sen Kalima – Indiana krzyczy, wije się w konwulsjach, po czym zaczyna pomagać hinduskim kultystom), więzi Shorta i usiłuje złożyć Willie w ofierze dla bogini Kali. Oświadcza też, że chce dokonać ludobójstwa – planuje zabicie wszystkich Brytyjczyków i muzułmanów w Indiach. Mówi też, że hebrajski Bóg padnie, a chrześcijański Bóg zostanie obalony i zapomniany, a Kalima zapanuje nad światem. Jonesa ratuje Short który zdążył uciec z kopalni. Przykładając do jego ciała zapaloną pochodnię budzi go z letargu. Wywiązuje się walka w której ginie premier Chattar Lal (który sam okazał się thugiem), obaj bohaterowie ratują Willie i uwalniają zniewolone dzieci, które biją swych oprawców, uciekają z kopalni-lochów i powiadamiają o thugach kapitana Blumburtta. Na drodze Indiany staje jednak ogromny nadzorca niewolników, który początkowo ma przewagę w walce (wtedy Short chce pomóc Indianie, ale Willie trzymając chłopca powstrzymuje go, zapewne ze strachu, jednakże po chwili puszcza Shorta aby uratował Indianę). Młody maharadża pomaga nadzorcy wielokrotnie krzywdząc Jonesa przy użyciu laleczki voodoo (z tego powodu Short biegnie do maharadży, wdrapuje się na skarpę i bije złego władcę, aby ratować Jonesa), ale ostatecznie nadzorca ginie zgnieciony przez kruszarkę, w którą wplątała się szata złoczyńcy. Tymczasem Short walczy z maharadżą; gdy ten bierze nóż, młody Chińczyk parzy władcę pochodnią, przez co maharadża przytomnieje – wybudza się z czarnego snu Kalima, okazuje się że to przez niego walczył z głównymi bohaterami. Maharadża mówi Shortowi, że aby się wydostać trzeba iść przez lewy tunel. Indy i jego przyjaciele chcą opuścić kopalnię. Mola Ram i jego ludzie ścigają ich wagonikami jednocześnie strzelając do bohaterów z broni palnej. Po widowiskowym pościgu Indiana, Shorty i Willie uciekają z kopalni. Po chwili docierają na wiszący mostek nad przepaścią pełną krokodyli. Short Round i Willie udaje się przejść na drugi koniec, tam spotyka ich Mola Ram. Indy to widzi, jest akurat w tej chwili na środku mostu, z jednej strony Mola Ram, Short i Willie idą w jego stronę, z drugiej zaś wojownicy kapłana. Indy decyduje iść na szantaż – jeśli nie puszczą Willie i Shorta to kamienie wylądują w wodzie. Niestety szantaż nie działa. Jones postanawia zatem przeciąć liny mostu (ostrzegając wcześniej spojrzeniem swoich kompanów). Większość wojowników wpada do wody i ginie w szczękach krokodyli. Na moście (który zawisnął pionowo jak drabina) pozostali tylko: Willie, Short, Indiana, kapłan i kilku kultystów (którzy i tak prędko spadają). Willie i Short wychodzą na skały, zaś Mola Ram i archeolog walczą. Święte kamienie zaczynają płonąć – dwa z nich spadają do rzeki, trzeci z nich parzy kapłana, po czym gaśnie gdy Indiana chwyta kamień. Kapłan zepchnięty spada i zostaje pożarty przez krokodyle. Pozostali thugowie strzelają do Indiany z łuków, jednak przybywają kolonialne oddziały Hindusów pod dowództwem kapitana Blumburtta, które zabijają sekciarzy.
Wraz ze śmiercią Moli Rama i całej sekty skończył się też koszmar maharadży i wioski. Niewolnicy, których sekta zmuszała do pracy radośnie wracają do domu (niewolnikami były porwane dzieci z wioski), a Indiana zwraca wieśniakom święty kamień, chociaż mógł go zatrzymać i zyskać pieniądze i sławę. Willie i Jones, całują się, dzieci z wioski się cieszą; film się kończy.

## Obsada
- Harrison Ford jako dr „Indiana” Jones. Archeolog na prośbę zdesperowanej indyjskiej wioski, musi odzyskać święty kamień skradziony przez wyznawców bogini Kali. Aktor, by nabrać muskulatury na potrzeby filmu, przeszedł ścisłe ćwiczenia fizyczne pod okiem Jake’a Steinfelda.
- Kate Capshaw jako Wilhelmina „Willie” Scott. Amerykańska piosenkarka z Missouri pracująca w nocnym lokalu w Szanghaju. Razem z Indym i Short Roundem wplątuje się w przygodę, na którą jest zupełnie nieprzygotowana, przez co jawi się jako typowa „dziewica w niebezpieczeństwie”. Razem z Indym tworzy relacje uczuciowe. W przesłuchaniach do roli wzięło udział ponad 120 aktorek, w tym Sharon Stone[9]. Ostatecznie wybrano Kate Capshaw, która przygotowując się do roli obejrzała Afrykańską królową i A Guy Named Joe. Spielberg chciał, by Willie była kompletnym przeciwieństwem Marion Ravenwood z Poszukiwaczy zaginionej Arki, więc aktorka przefarbowała swoje brązowe włosy na blond. Z kolei projektant kostiumów Anthony Powell chciał, by jej bohaterka była rudowłosa.
- Jonathan Ke Quan jako Short Round. Jedenastoletni chiński pomocnik Indiany, który pomaga mu w ucieczce w sekwencji początkowej, a później towarzyszy mu w podróży po Indiach. Poszukując odpowiedniego odtwórcy tej roli przesłuchano około 6000 aktorów z całego świata. Quan został wybrany podczas castingu w Los Angeles, gdzie wcześniej o tę rolę ubiegał się też jego brat. Spielbergowi spodobała się jego osobowość, więc on i Ford zaimprowizowali scenę, w której Short Round oskarża Indianę o oszukiwanie podczas gry w karty[9].
- Amrish Puri jako Mola Ram. Demoniczny duchowny Thugów, który odprawia rytuały składania ofiar z ludzi. Jego imię zaczerpnięto po siedemnastowiecznym indyjskim malarzu. Lucas chciał, by Mola Ram był przerażający, więc scenarzyści połączyli elementy znane z azteckich i hawajskich rytuałów ofiarnych z europejskim kultem diabła[10].
- Roshan Seth jako Chattar Lal. Premier maharadży Pankotu. Jest też członkiem sekty Thugów. Po przybyciu do Pankot Indy’ego, Willie i Short Rounda z chęcią gości ich w pałacu, jednak przesłuchiwany przez archeologa w sprawie skradzionego kamienia obraża się na niego.
- Philip Stone jako kapitan Philip Blumburtt. Brytyjski kapitan dowodzący oddziałem indyjskich żołnierzy z 11. Pułku Strzelców przybył do pałacu Pankot w tym samym czasie co doktor Jones i jego kompani. Pod koniec filmu razem z oddziałem strzelców pomaga Indianie w walce z Thugami. Wcześniej rolę tę miał zagrać David Niven, ale zmarł przed rozpoczęciem zdjęć.
- Raj Singh jako Zalim Singh. Młodociany maharadża Pankotu, który okazuje się być niewinną marionetką w rękach Thugów. Pod koniec filmu uwalnia się spod ich wpływu. Najprawdopodobniej to on, wraz z innymi wyzwolonymi niewolnikami poinformował Brytyjczyków o istnieniu sekty.
- D. R. Nanayakkara jako szaman. Jest przywódcą małej indyjskiej wioski, z której skradziono święty kamień Shankary. Po przybyciu Indy’ego prosi, by go odzyskał.
- Roy Chiao jako Lao Che. Szef mafii z Szanghaju, który wynajmuje Jonesa, by odnalazł prochy pierwszego cesarza Chin z dynastii mandżurskiej, Nurchaczego. W zamian miał mu dać diament, ale usiłował go oszukać.
- David Yip jako Wu Han. Przyjaciel Indiany. Zostaje zabity przez jednego z synów Lao Che w szanghajskim klubie, kiedy przebrany za kelnera pomaga doktorowi Jonesowi.

Aktor Pat Roach zagrał głównego nadzorcę w kopalni, a Steven Spielberg, George Lucas, Frank Marshall, Kathleen Kennedy i Dan Aykroyd pojawili się jako statyści w porcie lotniczym.

## Miejsca
- Chiny
- Indie

## Produkcja

### Przygotowania
Kiedy George Lucas po raz pierwszy zwrócił się do Stevena Spielberga z pomysłem na Poszukiwaczy zaginionej Arki, Spielberg wspomniał „George powiedział, że jeśli wyreżyseruję pierwszą część, wtedy będę musiał wyreżyserować trylogię. Musiał mieć trzy historię w głowie. Okazało się, że George ich nie ma i musieliśmy wymyślić dalsze opowieści”. Spielberg i Lucas nadali filmowi mroczniejszy ton niż w Poszukiwaczach zaginionej Arki. Wynikało to m.in. z ich osobistych nastrojów spowodowanych rozpadami ich związków (Spielberga z Amy Irving, Lucasa z Marcią). W dodatku Lucas czuł, że „to musi być mroczny film. Podobnie jak druga część Gwiezdnych wojen, Imperium kontratakuje, która taka właśnie była”.
Lucas postanowił aby film był prequelem Poszukiwaczy zaginionej Arki, gdyż nie chciał, by naziści znów byli czarnymi charakterami. Spielberg początkowo chciał, by powróciła Marion Ravenwood, rozważano też pojawienie się Abnera Ravenwooda. Lucas wymyślił początkową scenę pościgu, w której Indiana Jones musi uciekać motocyklem przez Wielki Mur Chiński. Oprócz tego odkrywa „zaginiony świat ukryty w dolinie zamieszkanej przez dinozaury”. Chińskie władze nie zezwoliły jednak na filmowanie, więc Lucas zaczął rozważać inne wątki. Napisał ogólny zarys fabuły, w której pojawia się nawiedzony zamek w Szkocji, ale Spielberg uznał, że jest to zbyt podobne do Ducha. Nawiedzony zamek powoli przekształcono więc w demoniczną świątynię w Indiach.
Lucas wpadł również na pomysł, by w filmie pojawił się kult religijny powiązany z niewolnictwem dzieci, czarną magią i rytualnym składaniem ofiar z ludzi. O napisanie scenariusza poproszono Lawrence’a Kasdana, współscenarzystę pierwszej części, który jednak odmówił i stwierdził, że „nie chcę być kojarzony ze Świątynią zagłady”, a sam film nazwał okropnym i brzydkim. Do napisania scenariusza Lucas wynajął więc znawców indyjskiej kultury Willarda Huycka i Glorię Katz.
Na początku 1982 r. scenarzyści spędzili cztery dni na Ranczu Skywalker dyskutując o fabule z Lucasem i Spielbergiem. Początkowo Lucas wpadł na pomysł, by pomocnikiem Indiany była dziewicza młoda księżniczka, ale scenarzystom i Spielbergowi ten pomysł się nie spodobał. Ponieważ Indiana było imieniem psa Lucasa rasy Alaskan, to Willie nazwano po cocker spanielu Spielberga, a Short Rounda po psie Huycka. W maju 1982 r. Lucas wręczył scenarzystom dwudziestostronicowy zarys filmu zatytułowany Indianę Jones i świątynia śmierci, który mieli zaadaptować do scenariusza. Sceny takie jak walka w Szanghaju, ucieczka z samolotu i pościg kolejką w kopalni pochodziły z pierwszych scenariuszy Poszukiwaczy zaginionej Arki.
Od wczesnych lat 70. Lucas, Huyck i Katz rozwijali fabułę Zabójczego radia (1994). Ze scenariusza tego właśnie obrazu przeniesiono do Świątyni zagłady numer muzyczny otwierający film. Spielberg wspominał, że „George miał pomysł, by rozpocząć film muzycznym numerem. Na wszystkich naszych spotkaniach mówił: „Hej, Steven zawsze mówiłeś, że chciałeś kręcić musicale”. Pomyślałem, „tak, to może być zabawne”. Pierwszy szkic scenariusza dostarczono na początku sierpnia 1982 r. a drugi we wrześniu. Kapitan Blumburtt, Chattar Lal i młodociany maharadża Zalim Singh pierwotnie mieli mieć bardziej znaczące role. Wykreślono też walkę psów, które pijąc krew Kali zamieniały się w zombie z nadludzkimi zdolnościami. Podczas pre – produkcji filmu tytuł został zmieniony ze Świątyni śmierci na Świątynię zagłady.

### Zdjęcia

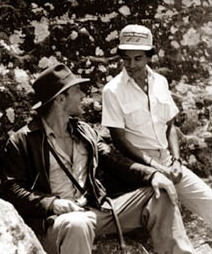
Ford i Cahndran Rutman na planie zdjęciowym na Sri Lance.

Z powodu rasistowskiego i obraźliwego, według rządu indyjskiego, scenariusza filmowcy nie uzyskali pozwolenia na filmowanie w północnych Indiach i Fort Amber. Ponieważ rząd Indii domagał się wielu zmian i poprawek w scenariuszu to w rezultacie plan zdjęciowy przeniesiono do Kandy na Sri Lance, wraz ze scenografią indyjskiej wioski, świątyni i pałacu Pankot. Z powodu inflacji koszt filmu wyniósł 28 milionów dolarów, o 10 milionów więcej niż Poszukiwaczy zaginionej Arki. Zdjęcia rozpoczęto 18 kwietnia 1983 r. w Kandy, a 5 maja przeniesiono do Elstree Studios w Hertfordshire w Anglii. Producent Frank Marshall wspominał, „kiedy kręciliśmy sceny z robakami, członkowie ekipy po powrocie do domu znajdowali robaki we włosach, ubraniach i butach”.
Choreografem tanecznego występu otwierającego film został Danny Daniels. Capshaw specjalnie dla tej sceny nauczyła się śpiewać po mandaryńsku i brała lekcje stepowania. Jednakże sukienka, którą nosiła okazała się zbyt ciasna i aktorka nie była w stanie stepować. Później podczas zdjęć jedna z jej czerwonych sukienek została zjedzona przez słonia. Z kolei aby zbudować sznurowy most filmowcy zaangażowali grupę brytyjskich inżynierów pracujących przy pobliskiej tamie Balfour Beatty. Poważnej kontuzji doznał Harrison Ford, któremu wypadł dysk, kiedy jechał na słoniu. Na plan przeniesiono więc szpitalne łóżko, by aktor mógł odpoczywać między ujęciami. Lucas stwierdził, „Mógł ledwie wstać, jednak był tam każdego dnia, więc zdjęcia nie zostały przerwane”. Kiedy 21 czerwca przeniesiono go do szpitala, by w pełni wyzdrowiał, Lucas postanowił przerwać produkcję. Kaskader i dubler Forda, Vic Armstrong przez pięć tygodni zastępował aktora w różnych ujęciach, a jego żona Wendy Leach była dublerką Capshaw.
W czasie zdjęć rozchorował się też operator Douglas Slocombe i nie był w stanie pracować, więc postanowiono, że Szanghaj „zagra” w filmie Makau. 8 sierpnia na plan wrócił Ford. Pomimo problemów z produkcją, Spielberg był w stanie ukończyć film zgodnie z planem i zmieścić się w budżecie. Główne zdjęcia zakończono 26 sierpnia, a pozostałe nagrywano w różnych częściach USA. W styczniu 1984 r. producent Frank Marshall skierował drugą ekipę na Florydę, gdzie kręcono sceny z aligatorami, „udającymi” krokodyle.  Pościg w kopalni zrealizowano łącząc roller coaster z naturalnej wielkości manekinami zastępującymi aktorów. Efektami specjalnymi zajęli się Dennis Muren, Joe Johnston i ekipa z Industrial Light & Magic. Dźwiękiem z kolei zajął się Ben Burtt ze Skywalker Sound, który na potrzeby sceny pościgu w kopalni nagrał odgłosy roller coastera w Disneylandzie w Anaheim.

## Premiera
Film wszedł na ekrany kin 23 maja 1984 r. i w samych tylko Stanach w pierwszym tygodniu wyświetlania przyniósł rekordowy dochód w wysokości 45,7 miliona dolarów. Film zarobił łącznie ponad 333 miliony dolarów (180 mln w Ameryce Północnej i 153 mln na świecie). Świątynia zagłady przyniosła także najwyższy dochód podczas weekendowego otwarcia i była trzecim najbardziej kasowym filmem 1984 roku, po Gliniarzu z Beverly Hills i Pogromcach duchów.
LucasArts i Atari Games promowały film wypuszczając arcadową grę pod tym samym tytułem. We wrześniu 2008 r. firma Hasbro wydała serię zabawek bazujących na filmie.

### Przyjęcie filmu
Film otrzymał mieszane recenzje, ale jeszcze przez rok po premierze dostawał pochwały krytyków. Stacja American Movie Classics uznała Świątynię zagłady za jeden z najlepszych filmów 1984 r. Z kolei internetowy portal Rotten Tomatoes opierając się na 59 recenzjach napisał, że 85% z nich jest pozytywnych, ze średnim wynikiem 7.2/10. Roger Ebert nazwał Świątynię zagłady „najradośniej ekscytującym, dziwacznym, durnym i romantycznym filmem przygodowym od czasu Poszukiwaczy i jest to wysoka pochwała mówiąca, że nie ma wielu sequeli mu dorównujących”. Z kolei Vincent Canby uznał, że film jest „zbyt bezkształtny, by być równie zabawny jak Poszukiwacze”, co niekoniecznie jest wadą, bo został zrobiony z humorem i techniczną inwencją.
Przedstawiony w filmie obraz Hindusów wywołał kontrowersje w Indiach i zwrócił uwagę cenzorów w tym kraju, którzy nałożyli na niego tymczasowy zakaz. Niedokładne przedstawienie bogini Kali jako reprezentantki świata podziemi i zła spotkało się z dużą krytyką, jako że jest ona boginią energii (Shakti). Jednakże prawdą jest to, że kult thugów, którego członkowie byli właściwie rabusiami i nikim więcej, czcił Kali i składał ofiary z ludzi. Niemniej jednak, to było nic w porównaniu z innymi rzeczami pokazanymi w filmie Spielberga. Przedstawienie indyjskiej kuchni również zostało potępione, jako że nie ma ona w ogóle żadnego związku z „wężami, zupą z gałek ocznych, chrząszczami i mrożonymi małpimi mózgami”. Shashi Tharoor potępił film i wskazał jego liczne obraźliwe oraz mylnie przedstawione rzeczy. Z kolei Yvette Rosser skrytykowała film za przyczynianie się do rasistowskich stereotypów o Hindusach w zachodnim społeczeństwie, pisząc, że wielu nauczycieli bierze to za prawdziwy obraz Indii.

### Nagrody i nominacje
Dennis Muren i dział efektów specjalnych Industrial Light & Magic zdobyli Oscara za najlepsze efekty specjalne, a John Williams był nominowany do tej nagrody za muzykę. Za efekty specjalne film otrzymał także nagrodę BAFTA, a operator Douglas Slocombe, montażysta Michael Kahn, Ben Burtt i pozostali dźwiękowcy ze Skywalker Sound otrzymali nominacje. Steven Spielberg, scenarzyści, Harrison Ford, Jonathan Ke Quan, Anthony Powell i charakteryzator Tom Smith zostali nominowani za swoją pracę do nagrody Saturna. Sam film był nominowany w kategorii najlepszy film fantasy, ale przegrał z Pogromcami duchów.